# Vuk Čelić
Vuk Čelić, född 7 november 1996 i Novi Sad, är en serbisk simmare som främst tävlar i de längre frisimsdistanserna 400, 800 och 1 500 meter. Han är flerfaldig nationell mästare och rekordhållare i både långbana och kortbana.
Čelić började hösten 2020 studera och tävlingssimma för University of Nevada, Las Vegas.

## Karriär

### 2014–2015
I augusti 2014 tävlade Čelić vid ungdoms-OS i Nanjing och slutade på 12:e plats på 800 meter frisim samt på 19:e plats på 200 meter ryggsim. I december 2014 tävlade han vid kortbane-VM i Doha och slutade på 30:e plats på 400 meter frisim samt på 15:e plats på 1 500 meter frisim.
I augusti 2015 vid VM i Kazan tävlade Čelić i fyra grenar. Individuellt slutade han på 29:e plats på 800 meter frisim samt på 33:e plats i både 1 500 meter frisim och 200 meter ryggsim. Čelić var även en del av Serbiens kapplag tillsammans med Stefan Šorak, Velimir Stjepanović och Uroš Nikolić som slutade på 18:e plats på 4×200 meter frisim.

### 2016–2019
I maj 2016 vid EM i London tävlade Čelić i tre grenar. Han slutade på 34:e plats på 400 meter frisim, 24:e plats på 800 meter frisim och på 27:e plats på 1 500 meter frisim. I juli 2017 vid VM i Budapest slutade Čelić på 25:e plats på 200 meter ryggsim.
I augusti 2018 vid EM i Glasgow slutade Čelić på 13:e plats i både 800 och 1 500 meter frisim. I juli 2019 vid VM i Gwangju tävlade han i tre grenar. Individuellt slutade Čelić på 23:e plats på 800 meter frisim och på 24:e plats på 1 500 meter frisim. Han var även en del av Serbiens kapplag tillsmmans med Velimir Stjepanović, Aleksa Bobar och Andrej Barna som slutade på 19:e plats och noterade ett nytt nationsrekord på 4×200 meter frisim.

### 2021
I maj 2021 vid EM i Budapest tävlade Čelić i tre grenar. Individuellt slutade han på 29:e plats på 800 meter frisim och på 19:e plats på 1 500 meter frisim. Čelić var även en del av Serbiens kapplag som slutade på 12:e plats på 4×200 meter frisim. I juli 2021 vid OS i Tokyo slutade Čelić på 33:e plats på 800 meter frisim.